# Ovos moles de Aveiro
Gli ovos moles de Aveiro sono la denominazione di un dolce tradizionale del distretto di Aveiro, in Portogallo.
Dall'aprile 2009, a livello europeo, la denominazione  Ovos Moles de Aveiro  è stata riconosciuta indicazione geografica protetta (IGP).

## Descrizione
Si ottengono unendo tuorli d'uovo crudi e sciroppo di zucchero e si presentano sfusi, avvolti in un'ostia o confezionati in recipienti di legno o porcellana a forma di botte. Sono di colore omogeneo, che varia tra il giallo e l'arancio. L'ostia che viene talvolta utilizzata per la commercializzazione è di colore bianco crema e di sapore proprio; le sue varie forme con motivi lagunari richiamano la zona di Aveiro (pesci, granchi, cozze, conchiglie, buccine, botti di legno, boe galleggianti, cuori eduli e vongole o frutta secca).
Gli ovos moles de Aveiro devono essere conservati ed esposti ad una temperatura compresa tra gli 8 °C e i 25 °C, in modo da garantire la durata normale del prodotto, pari a 15 giorni.

## Zona geografica
La zona geografica di produzione è circoscritta ai comuni limitrofi della Ría de Aveiro e alle zone lagunari adiacenti, nonché ai comuni situati nel medio Vouga.

## Storia
Si tratta di un dolce regionale, tradizionale della pasticceria aveirense, la cui ricetta e metodo di preparazione risalgono alle suore dei vari conventi che esistevano nella zona fino al secolo XIX - dominicane, francescane e carmelitane, e in particolare al monastero di Jesus de Aveiro. Le religiose utilizzavano la chiara d'uovo per stirare gli abiti, mentre i tuorli, pur di non disperderli, divennero la base per la preparazione del dolce. Una volta terminata la stagione dei conventi, quando l'ultimo fu chiuso - nel 1874 - l'unica impiegata rimanente che sapesse preparare il dolce, D. Odília Soares, ha cominciato a produrli in casa e in seguito a diffondere la ricetta presso altre famiglie della città. Si narra che dopo l'apertura della ferrovia Porto-Lisboa, sia diventato un fatto ricorrente che le donne in abito tradizionale vendano questi dolci in corrispondenza della fermata del treno nella stazione di Aveiro.